# Constantin Brâncuși
Constantin Brâncuși (Hobița (Romania), 1876 – París (França), 1957), o Constantin Brancusi en la grafia francesa, és considerat un dels grans escultors romanesos de tots els temps. Nascut a Hobița (districte de Gorj), a Romania, prop de la ciutat de Târgu Jiu, l'any 1876. Les seves obres es troben en museus de França, Estats Units, Romania i Austràlia. Brancusi va estudiar art a Craiova (ciutat del districte de Dolj, Romania) entre els anys 1894 i 1898. Després va continuar els seus estudis a l'Escola Nacional de Belles Arts de Bucarest, des de l'any 1898 fins a l'any 1901. Va arribar a París l'any 1904 per a perfeccionar els seus estudis. Com estudiant d'art va ser influenciat per Auguste Rodin i va ser un dels primers artistes de l'art modern. Va establir amistat amb Amedeo Modigliani, Erik Satie i Marcel Duchamp. La seva obra va evolucionar cap a una eliminació dels detalls que la va conduir gairebé a l'abstracció.
En aquell període, Brâncuși va realitzar tota una sèrie d'escultures en metall anomenades Ocell en l'espai. A la ciutat romanesa de Targu Jiu, hi ha un conjunt escultòric realitzat per Brâncuși de gran importància. Aquestes obres es troben disposades en línia recta i són la Taula del silenci, la Porta del petó i la Columna de l'Infinit, que simbolitzen la vida de l'ésser humà i han estat inscrites en la llista de Patrimoni de la Humanitat per la UNESCO al 2024. La Taula del silenci i la Porta del petó es troben al parc principal de la ciutat; entre aquestes dues obres, es troba un conjunt de cadires també realitzades per Brancusi. Seguint la imaginària línia determinada per aquestes mateixes, s'arriba a una de les esglésies ortodoxes de la ciutat. Continuant encara més per aquesta línia, s'arriba a la Columna de l'infinit (considerada la seva obra mestra), situada també en un parc.
Brâncuși, que definitivament es va exiliar a França per la complicada situació política de Romania, va morir a París l'any 1957, quan la seva obra ja estava rebent un gran reconeixement a nivell internacional. Brâncuși es troba enterrat al cementiri de Montparnasse de París. Una de les seves obres va ser venuda últimament per 11,1 milions de dòlars nord-americans.